# Gulfstream G550
Il Gulfstream G550 e la sua variante a minore autonomia G500, indicati anche con il nome di Gulfstream V-SP o GV-SP, sono dei business jet sviluppati dall'azienda aeronautica statunitense Gulfstream Aerospace, divisione della General Dynamics, nei primi anni duemila, i primi velivoli commerciali ad essere dotati di sistema di visione sintetica come equipaggiamento standard.
I due modelli sono sviluppo del precedente Gulfstream V e sono destinati principalmente al mercato dell'aviazione commerciale, ambito nel quale si rivolgono principalmente a compagnie di aerotaxi. I velivoli hanno avuto successo commerciale anche presso clienti governativi e forze aeree, dai quali sono utilizzati per trasporti di personalità politiche e militari.
In ambito specificatamente militare è stata realizzata la variante Airborne Early Warning (AEW), sviluppata in collaborazione con l'israeliana IAI per l'Heyl Ha'Avir.
Per il suo sviluppo, grazie all'equipaggiamento con il sistema di visione sintetica, nel 2004 l'azienda venne premiata con il Collier Trophy.

## Sviluppo
Nell'ottobre 2000 Gulfstream annunciò che era in fase di sviluppo una versione aggiornata del Gulfstream V denominata Gulfstream V-SP (GV-SP) in grado di offrire maggiore autonomia, una cabina più spaziosa, spazio aggiuntivo per i bagagli, peso massimo al decollo incrementato e una nuova suite avionica. Il primo volo del GV-SP è avvenuto il 31 agosto 2001. Nel 2002, in seguito a un rebranding dei prodotti Gulfstream, il GV-SP è stato rinominato G550. Il G550 e la sua versione ad autonomia ridotta, il G500, sono stati certificati dalla FAA il 14 agosto 2003.
La produzione dei G550 destinati al mercato civile si è interrotta nel luglio 2021 dopo che nell'estate del 2020 è stato accettato l'ultimo ordine, che ha portato il totale degli aerei prodotti a 603.

## Caratteristiche
Rispetto al Gulfstream V il peso massimo al decollo è maggiore di 250 kg e le porte di accesso sono state spostate verso il muso per incrementare lo spazio utilizzabile in cabina, che ha un finestrino in più per lato. La cabina, dotata di avionica Honeywell Primus Epic, è dotata di head-up display e di un Enhanced Flight Vision System prodotto da Elbit Systems. Gli head-up display e l'Enhanced Vision System, il cui funzionamento è basato su sensori a infrarossi, sono di serie sul G550 mentre sono opzionali sul G500.

## Versioni
- G550: versione standard, originariamente chiamata Gulfstream V-SP o GV-SP
  - C-37B: designazione delle United States Armed Forces per gli esemplari da trasporto VIP
  - NC-37B: designazione adottata dalla United States Navy per l'esemplare da telemetria per test missilistici[4]
  - EC-37B: versione da guerra elettronica in fase di sviluppo per la United States Air Force[5]
- G500: versione con capacità di combustibile e autonomia ridotte
- G550 CAEW (Conformal Airborne Early Warning): G550 convertiti da Israel Aerospace Industries in Airborne Early Warning and Control, dotandoli di un radar EL/W-2085

## Utilizzatori

### Civili

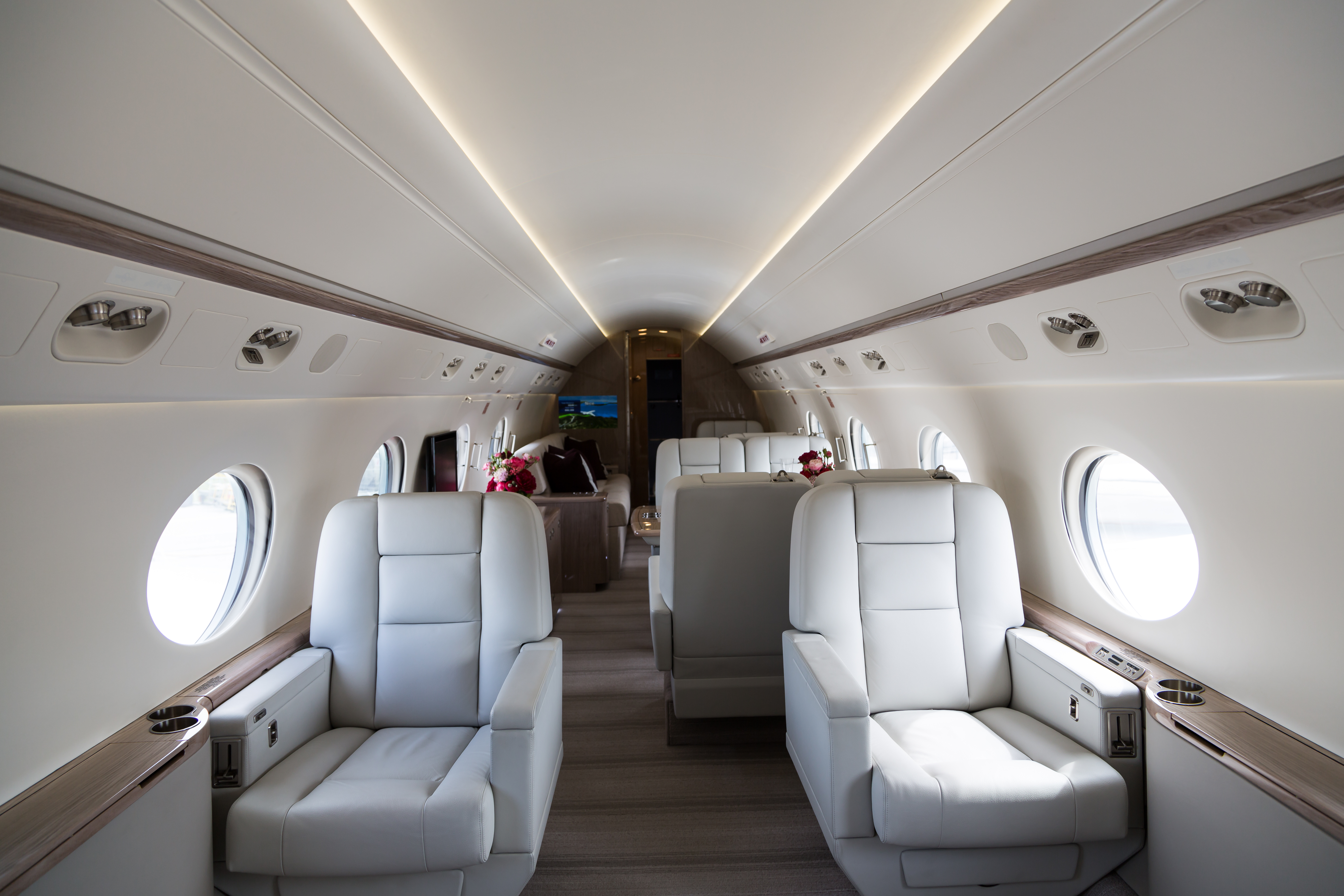
Cabina passeggeri di un G550

I modelli sono utilizzati da numerose compagnie di aerotaxi di cui le seguenti sono le più rappresentative:
 Arabia Saudita
- Sky Prime Aviation[6]

 Cina
- Deer Jet

 Grecia
- GainJet Aviation[7]

 Italia
- Sirio

 Lussemburgo
- Global Jet Luxembourg[8]

 Stati Uniti
- NetJets

 Svizzera
- Jet Aviation[9]

### Governativi
Azerbaigian
- Governo azero

un G550 registrato 4K-A106 utilizzato per trasporto VIP.
 Germania
- Deutsches Zentrum für Luft- und Raumfahrt

opera con un G550 denominato HALO (High Altitude and LOng Range Research Aircraft) per missioni di ricerca atmosferica.
 Oman
- Royal Flight of Oman

 Tanzania
- Tanzania Government Flight Agency

 Uganda
- Governo ugandese

 Stati Uniti
- NOAA

2 G550 ordinati rispettivamente, uno nel 2019 e il secondo il 15 luglio 2024, con consegna prevista nel 2025 per il primo, e il 2028 per il secondo.

### Militari
Algeria
- Al-Quwwat al-Jawwiyya al-Jaza'iriyya

3 G550 convertiti da Raytheon e Field Aerospace per missioni ISR installando un radar HISAR 300.
 Australia
- RAAF

4 MC-55A Peregrine (basati sulla cellula del Gulfstream G550) equipaggiati per la guerra elettronica, ordinati a marzo 2019.
 Israele
- Heyl Ha'Avir

vedi Gulfstream G550 CAEW
 Kuwait
- Al-Quwwat al-Jawwiyya al-Kuwaytiyya

Opera con 1 G550.
 Italia
- Aeronautica Militare

8 G550 "green" ordinati a dicembre 2020 (da convertire in piattaforma C4ISTAR e CAEW) il primo dei quali consegnato il 7 marzo 2022. Ad agosto 2022 IAI ha ufficializzato il contratto per la fornitura di due G550 SIGINT, che saranno ottenuti riconvertendo due degli 8 aerei "green" indicati dal fabbisogno dell'AM.
vedi Gulfstream G550 CAEW e L3Harris EA-37B Compass Call II
 Marocco
- Aeronautica militare del Marocco

1 G550 da trasporto VIP consegnato, più 3 G550 AISREW da sorveglianza elettronica ordinati nel 2018.
 Messico
- Armada de México

1 G550 in servizio.
 Nigeria
- Nigerian Air Force

1 G550 in carico alla Presidential Air Fleet ed allestito per il trasporto VIP.
 Polonia
- Siły Powietrzne

2 G550 in allestimento VIP destinati al trasporto presidenziale ordinati ed nel novembre del 2016 e consegnati nell'estate del 2017.
 Singapore
- Angkatan Udara Republik Singapura

vedi Gulfstream G550 CAEW
 Stati Uniti
- United States Air Force

2 C-37B ordinati a gennaio 2020 e da consegnarsi entro il settembre 2021.
vedi L3Harris EA-37B Compass Call II
- United States Army
- United States Navy

3 C-37B da trasporto VIP e 1 G550 ridesignato NC-37B modificato con le stesse carenature sulla cellula come l'omologo G550 CAEW israeliano, ordinato nel 2016 e consegnato a settembre 2018, destinato alla telemetria ed ai test di volo di missili e missili navali.
- US Coast Guard

Un C-37B in servizio dal 2017, più un ulteriore G550 ordinato ad ottobre 2020 che sarà consegnato entro il 2022.
 Svezia
- Svenska flygvapnet

1 G550 denominato TP-102D.
 Turchia
- Türk Hava Kuvvetleri

2 in servizio nel 2021.